# Pływanie na Letnich Igrzyskach Olimpijskich 1912 – 100 m stylem grzbietowym mężczyzn
Wyścig na 100 metrów stylem grzbietowym mężczyzn był jedną z konkurencji pływackich rozgrywanych podczas V Igrzysk Olimpijskich w Sztokholmie. Do rywalizacji zgłoszonych zostało 39 zawodników, jednak ostatecznie w zawodach wystartowało 18 pływaków z siedmiu reprezentacji.
W czasie, gdy zawodnicy amerykańscy nie uczestniczyli w mistrzostwach rozgrywanych na otwartym basenie, Harry Hebner dominował wśród amerykańskich grzbiecistów. Na krytym basenie posiadał mistrza kraju na dystansie 150 jardów w latach 1910–1916. Amerykanin rzadko pływał na dystansach dłuższych niż 100 metrów, czy też odpowiedniku tego dystansu w jednostkach imperialnych, czyli 110 jardów, lecz był rekordzistą kraju zarówno na 100 i 150 jardów. Na początku 1912 roku rekord świata należał do Węgra Andrása Baronyi i został ustanowiony 17 lipca 1911 w Budapeszcie. Rekord Węgra został jednak dwukrotnie poprawiony w roku olimpijskim. Jako pierwszy dokonał tego 6 kwietnia 1912 z wynikiem 1:18,4 Oscar Schiele na zawodach w Brukseli, natomiast 29 kwietnia jego rodak Otto Fahr w Magdeburgu uzyskał wynik 1:15,6. Wszyscy rekordziści wzięli udział w zawodach w Sztokholmie – Schiele został zdyskwalifikowany w eliminacjach, Baronyi zajął 4. miejsce, a Fahr wywalczył srebrny medal.

## Rekordy
| Rekord świata     | Otto Fahr (GER)        | 1:15,6 | Magdeburg (GER) | 29 kwietnia 1912 |
| Rekord olimpijski | Arno Bieberstein (GER) | 1:24,6 | Londyn (GBR)    | 17 lipca 1908    |

### Eliminacje
Początkowo rozlosowanych zostało 7 wyścigów eliminacyjnych, jednak z powodu ogromnej liczby wycofań, eliminacje zostały rozlosowane ponownie.
Zawodnicy pierwotnie zgłoszeni, jednak wycofani przed ponownym losowaniem eliminacji
| Zawodnik             | Państwo         | Wyścig |
| -------------------- | --------------- | ------ |
| James Slane          | Wielka Brytania | 1      |
| Ivan Géczy           | Węgry           | 1      |
| Aldo Cigheri         | Włochy          | 1      |
| Victor Pierre Eggman | Francja         | 2      |
| Nikolaus Bartkó      | Węgry           | 2      |
| Mario Massa          | Włochy          | 2      |
| Wiktor Baranow       | Rosja           | 2      |
| Émile Bangerter      | Francja         | 3      |
| Josef Selmeczi       | Węgry           | 3      |
| Davide Baiardo       | Włochy          | 3      |
| Paudely Psycha       | Grecja          | 5      |
| István Wendelin      | Węgry           | 5      |
| George Godfrey       | ZPA             | 5      |
| Daniel Lehu          | Francja         | 6      |
| Mario Portolongo     | Włochy          | 6      |
| Aleksiej Andriejew   | Rosja           | 6      |

Ostatecznie do eliminacji rozegranych w dniach 9–10 lipca 1912 przystąpiło 18 zawodników, którzy zostali podzieleni na 5 wyścigów. Awans uzyskiwało dwóch najlepszych z każdego wyścigu (Q) oraz najszybszy z zawodników na trzecim miejscu (q).
Wyścig 1 – 9 lipca, 12:15
| Miejsce | Zawodnik      | Kraj              | Wynik  | Uwagi |
| ------- | ------------- | ----------------- | ------ | ----- |
| 1.      | Harry Hebner  | Stany Zjednoczone | 1:21,0 | Q,    |
| 2.      | Otto Groß     | Niemcy            | 1:24,0 | Q     |
| 3.      | Åke Bergman   | Szwecja           | 1:33,8 |       |
| –       | Oscar Schiele | Niemcy            |        | DSQ   |

Wyścig 2 – 9 lipca, 12:25
| Miejsce | Zawodnik              | Kraj            | Wynik    | Uwagi |
| ------- | --------------------- | --------------- | -------- | ----- |
| 1.      | Otto Fahr             | Niemcy          | 1:22,0   | Q     |
| 2.      | George Webster        | Wielka Brytania | 1:29,4   | Q     |
| 3.      | Hugo Lundevall        | Szwecja         | 1:46,8   |       |
| –       | János Wenk            | Węgry           | (1:28,6) | DSQ   |
| –       | Henri Dubois          | Francja         |          | DNS   |
| –       | Andreas Asimakopoulos | Grecja          |          | DNS   |

Wyścig 3 – 9 lipca, 12:30
| Miejsce | Zawodnik       | Kraj     | Wynik    | Uwagi |
| ------- | -------------- | -------- | -------- | ----- |
| 1.      | András Baronyi | Węgry    | 1:22,0   | Q     |
| 2.      | Paul Kellner   | Niemcy   | 1:26,0   | Q     |
| 3.      | Harry Svendsen | Norwegia | 1:47,2   |       |
| –       | Oscar Grégoire | Belgia   | (1:29,8) | DSQ   |

Wyścig 4 – 10 lipca, 13:00
| Miejsce | Zawodnik          | Kraj            | Wynik  | Uwagi |
| ------- | ----------------- | --------------- | ------ | ----- |
| 1.      | Herbert Haresnape | Wielka Brytania | 1:27,0 | Q     |
| 2.      | Erich Schultze    | Niemcy          | 1:27,2 | Q     |
| 3.      | Gunnar Sundman    | Szwecja         | 1:31,2 | q     |
| 4.      | John Johnsen      | Norwegia        | 1:34,2 |       |

Wyścig 5 – 10 lipca, 13:05
| Miejsce | Zawodnik           | Kraj            | Wynik  | Uwagi |
| ------- | ------------------ | --------------- | ------ | ----- |
| 1.      | László Szentgróthy | Węgry           | 1:26,6 | Q     |
| 2.      | Frank Sandon       | Wielka Brytania | 1:31,8 | Q     |
| –       | Maurice Quintard   | Francja         |        | DNS   |
| –       | Virgilio Bellazza  | Włochy          |        | DNS   |
| –       | Pontus Hanson      | Szwecja         |        | DNS   |

## Półfinały
Półfinały rozegrano 10 lipca, awans uzyskiwało dwóch najlepszych z każdego wyścigu (Q) oraz najszybszy z zawodników na trzecim miejscu (q).
Półfinał 1 – 10 lipca, 19:00
| Miejsce | Zawodnik           | Kraj              | Wynik  | Uwagi |
| ------- | ------------------ | ----------------- | ------ | ----- |
| 1.      | Harry Hebner       | Stany Zjednoczone | 1:20,8 | Q,    |
| 2.      | Otto Fahr          | Niemcy            | 1:21,8 | Q     |
| 3.      | András Baronyi     | Węgry             | 1:26,2 | q     |
| 4.      | László Szentgróthy | Węgry             | 1:26,4 |       |
| 5.      | Erich Schultze     | Niemcy            |        |       |
| 6.      | George Webster     | Wielka Brytania   |        |       |

Półfinał 2 – 10 lipca, 19:05
| Miejsce | Zawodnik          | Kraj            | Wynik  | Uwagi |
| ------- | ----------------- | --------------- | ------ | ----- |
| 1.      | Otto Groß         | Niemcy          | 1:26,0 | Q     |
| 2.      | Paul Kellner      | Niemcy          | 1:26,2 | Q     |
| 3.      | Herbert Haresnape | Wielka Brytania | 1:26,8 |       |
| 4.      | Frank Sandon      | Wielka Brytania | 1:32,2 |       |
| 5.      | Gunnar Sundman    | Szwecja         | 1:35,0 |       |

## Finał
Finał rozegrano 13 lipca 1912 o godzinie 19:40. Rekordzista świata, Fahr, był niepokonany w eliminacjach. Finał, który rozpoczął się falstartem miał być pojedynkiem Fahra z Hebnerem. Amerykanin objął prowadzenie na początku wyścigu i ostatecznie wygrał o ponad sekundę. W oficjalnym raporcie pojedynek między nimi został tak podsumowany: „Hebner, który trzymał głowę wysoko nad taflą wody i mógł obserwować swoich przeciwników, wygrał bez większych trudności”.
| Miejsce | Zawodnik       | Kraj              | Wynik  | Uwagi |
| ------- | -------------- | ----------------- | ------ | ----- |
| złoto   | Harry Hebner   | Stany Zjednoczone | 1:21,2 |       |
| srebro  | Otto Fahr      | Niemcy            | 1:22,4 |       |
| brąz    | Paul Kellner   | Niemcy            | 1:24,2 |       |
| 4.      | András Baronyi | Węgry             | 1:25,2 |       |
| 5.      | Otto Groß      | Niemcy            | 1:25,8 |       |